# Viaggi di Cristoforo Colombo

I quattro viaggi di Cristoforo Colombo

Nella storia moderna, i viaggi di Cristoforo Colombo rappresentano i fondamentali della colonizzazione europea delle Americhe, nonché uno degli eventi più significativi della storia dell'uomo. Il navigatore Cristoforo Colombo era un ammiraglio al servizio dei sovrani di Spagna, per i quali intraprese quattro viaggi verso il Nuovo Mondo: il primo nel 1492, in cui scoprì il continente americano,  il secondo viaggio nel 1493, in cui scoprì nuove isole e il terzo nel 1498, che lo condusse nell'America Meridionale e che fu quindi il primo nel quale Colombo raggiunse la parte continentale. Nel quarto viaggio, nel 1502, raggiunse l'America Centrale.
In realtà Colombo morirà nel 1506 convinto di essere arrivato nelle Indie. Il primo ad intuire, invece, che quelle terre non erano l'Oriente ma un nuovo continente fu nel 1507 il fiorentino Amerigo Vespucci, in onore del quale il nuovo continente fu battezzato America.
La scoperta di Colombo permise alle potenze marinare europee dell'epoca di impostare un sistema di commerci con il "Nuovo Mondo", avviare la colonizzazione delle nuove terre e dare inizio alla conversione dei nativi americani al Cristianesimo. Gli assetti economici e politici che si vennero a creare furono regolamentati dal trattato di Tordesillas del 1494, siglato dall'Impero spagnolo e dall'Impero portoghese.

## Premesse

### Realizzazione del progetto

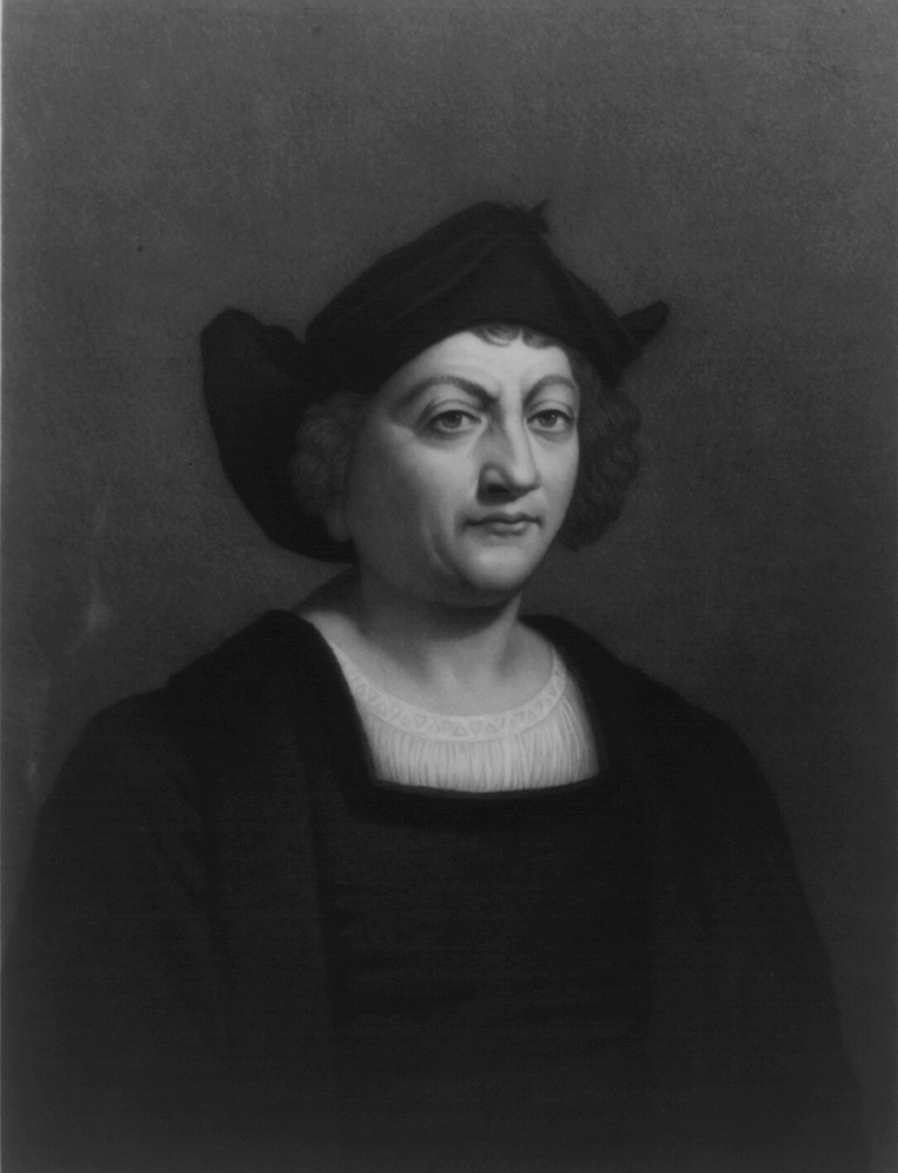
Cristoforo Colombo in un'incisione di John Sartain, data sconosciuta

Nel 1483 Cristoforo Colombo presentò i suoi piani al re Giovanni II del Portogallo, proponendogli di equipaggiare tre robuste navi con le quali, entro un anno, sarebbe salpato verso ovest attraverso l'Oceano Atlantico, cercando una via per le Indie. Giovanni II espose la proposta ai suoi consiglieri, i quali espressero un parere negativo, principalmente perché convinti che la distanza da percorrere stimata da Colombo, circa 3900 km, fosse troppo breve rispetto alla realtà.
Nel 1485, dopo la morte della moglie, Colombo si recò insieme al figlio in Spagna a Palos, e quindi a Siviglia. Colombo era alla ricerca di qualcuno che potesse finanziare l'impresa: dapprima provò con Don Enrique de Guzmán duca di Medina Sidonia, ma questi, non avendo Colombo ottenuto l'appoggio della Corona, si trovò costretto a rifiutare. In seguito tentò con Don Luis de la Cerda, duca di Medinaceli, che convinse parzialmente la regina Isabella di Castiglia, la quale decise quindi ad incontrare Colombo. Recatosi a Cordova, Colombo attese fino ai primi del maggio 1486 i regnanti di Spagna Isabella di Castiglia e Ferdinando II di Aragona, che decisero di incontrarlo. L'esploratore presentò il suo progetto di raggiungere per mare il Catai (Cina) ed il Cipango (Giappone). Una commissione si riunì per vagliare le effettive possibilità di riuscita del viaggio, ma la decisione, negativa, arrivò solo alla fine del 1490.
Nel 1488 Colombo provò di nuovo ad appellarsi al re del Portogallo il quale, sebbene lo avesse invitato a corte, in seguito lo respinse a causa del ritorno di Bartolomeu Dias dalla circumnavigazione a sud dell'Africa. Negli anni seguenti cercò diverse volte di farsi ascoltare dalla corte castigliana decidendosi di rivolgersi pure, tramite il fratello Bartolomeo, sia ad Enrico VII d'Inghilterra che ai sovrani di Francia. Intanto conobbe Martín Alonso Pinzón. Nel 1492, col protrarsi dell'attesa, il navigatore era giunto oramai ai limiti della resistenza, e, dopo sette anni di soggiorno in Spagna, anche le sue risorse economiche si erano ridotte, al punto da non essere quasi più in grado di provvedere alla sua famiglia.
Padre Juan Pérez, confessore personale della regina, tramite Sebastiano Rodriguez fece recapitare una missiva alla stessa regina, la quale due settimane dopo fece convocare il padre. Il tesoriere Luis de Santangel, Ferdinando Pinello e altri assicurarono la copertura finanziaria richiesta. Si riunirono nuovamente gli esperti, mentre Colombo ricevette tramite lettera la comunicazione di una nuova udienza. Decisivo fu altresì il contributo del vescovo Alessandro Geraldini, anche lui confessore della regina Isabella e amico personale di Colombo e del fratello Antonio; grazie alla sua insistenza, la regina si convinse definitivamente a consentire il viaggio del grande navigatore.
Colombo si recò a Siviglia, ma i reali, nel frattempo, si erano trasferiti a Santa Fe. Colombo li raggiunse e nell'incontro i reali furono propensi ad accettare di finanziare l'impresa. Colombo dettò le sue condizioni: chiese il titolo di ammiraglio e la carica di viceré e "governatore delle terre scoperte", titolo che doveva essere ereditario, la possibilità di conferire ogni tipo di nomina nei territori conquistati e, inoltre, una rendita pari al 10% di tutti i traffici marittimi futuri. Le richieste furono considerate eccessive e non si fece alcun accordo. Successivamente le richieste vennero accettate a patto della buona riuscita del viaggio. Il contratto, definito, Capitolaciones, venne firmato il 17 aprile 1492. La somma necessaria per l'armamento della flotta, pari a 2.000.000 di maravedí, sarebbe stata versata metà dalla corte e metà da Colombo, finanziato da alcuni banchieri genovesi, tra cui il Banco di San Giorgio e il Berardi.
Dopo la firma, Colombo lasciò la città il 12 maggio 1492, quando già si era deciso il luogo di partenza, Palos (dal 1642 Palos de la Frontera), in quanto i porti maggiori erano occupati dal tribunale della Santa Inquisizione che prevedeva l'espulsione degli ebrei anche tramite mare.

### Le navi del primo viaggio
Le imbarcazioni della prima spedizione, definite caravelle erano:
- Niña di 100 tonnellate,[18] al comando di Vicente Yáñez Pinzón,[19] e, come pilota, Sancho Ruiz, con a bordo 24 persone;[20]
- Pinta, di 140 tonnellate, che insieme alla Niña fu l'imbarcazione richiesta alla città di Palos, da ordine del 23 maggio 1492, come segno di riscatto per varie accuse più o meno fondate[21], con capitano Martín Alonso Pinzón[19] e pilota Rafael Sarmiento; in totale salirono a bordo 27 persone;[20]
- Santa María, di proprietà di Juan de la Cosa; l'imbarcazione era chiamata inizialmente Gallega in quanto costruita in Galizia, e fu lo stesso Colombo a darle il nome di Santa María[22]. Si trattava di una caracca di 150 tonnellate, capitanata da Colombo, sulla quale salirono 39 persone.

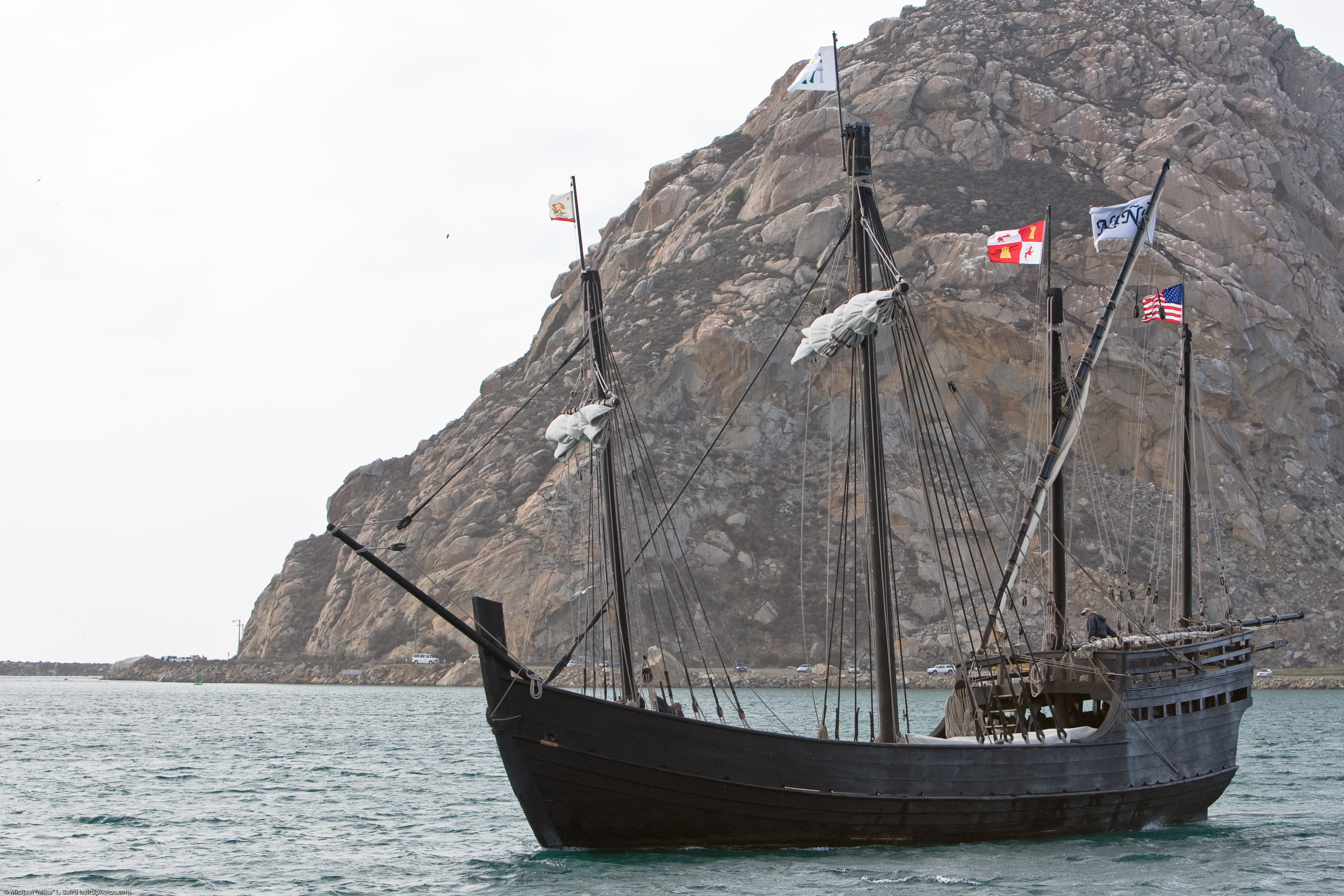
Replica della Niña
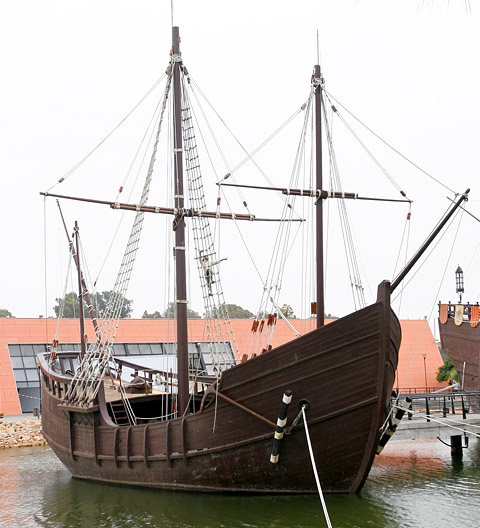
Replica della Pinta, a Palos de la Frontera.
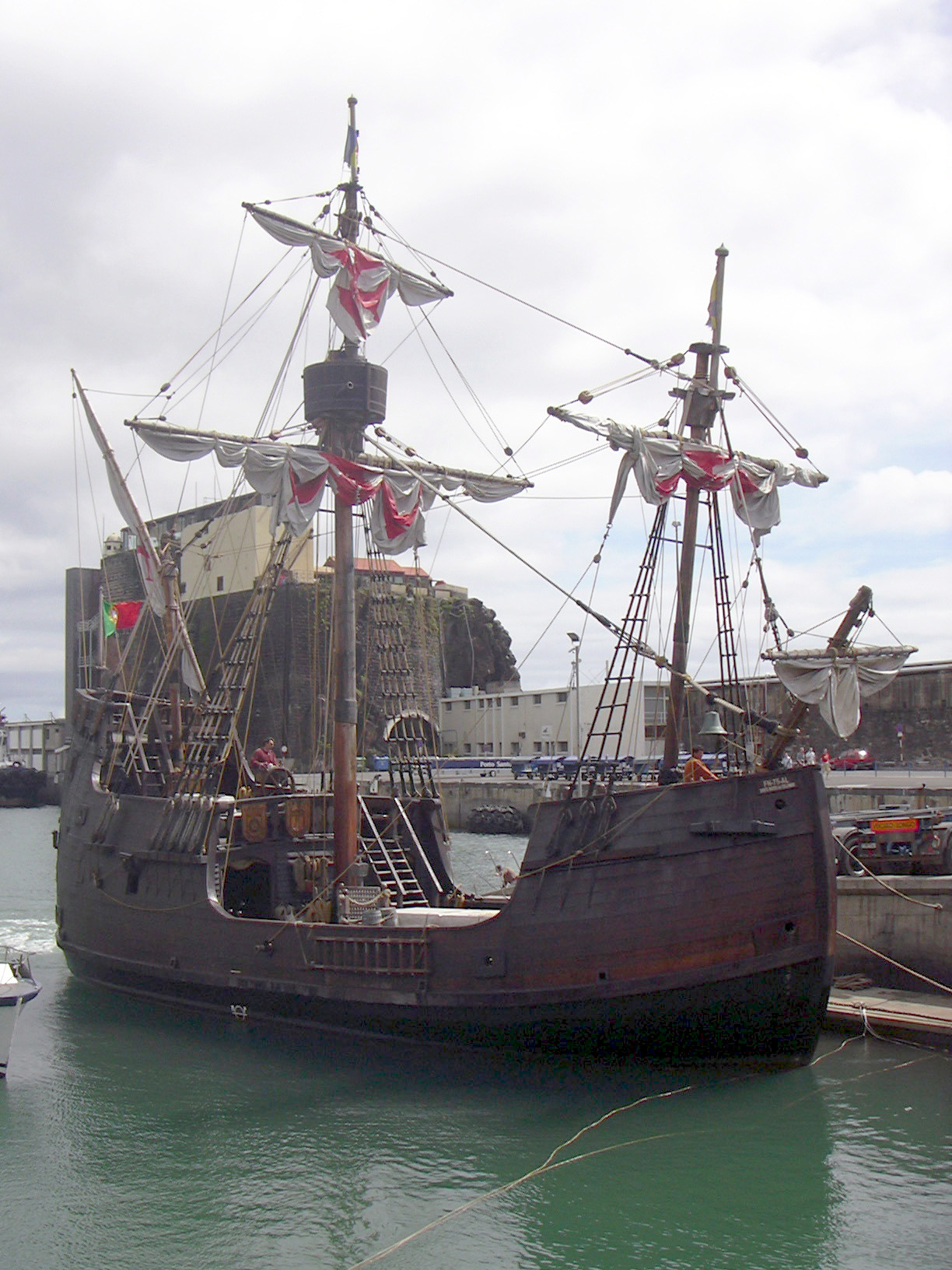
Replica della Santa María

Nel reclutare i marinai, 90 in tutto, Colombo fu aiutato da Martin Pinzón, che godeva di ottima fama nella città. Il pilota della flotta era il cantabrico Juan de la Cosa.

### Conoscenze geografiche di Colombo
L'impresa navale di Colombo, motivata dal desiderio di raggiungere le Indie e commerciarvi direttamente e più velocemente, fu resa possibile dalla determinazione del viaggiatore genovese, ma anche da un suo errore.
Sosteneva infatti che la Terra avesse un diametro più piccolo di quello reale, e che il continente euroasiatico fosse più esteso di quanto non lo sia in realtà: il combinato disposto di questi due errori, originati rispettivamente da Paolo dal Pozzo Toscanelli e Marco Polo, ebbe come effetto l'infondata convinzione di poter compiere la traversata dall'Europa all'Asia. A quell'epoca, in effetti, nessuna nave sarebbe stata in grado di compiere gli oltre 20000 km che separano la Spagna dal Giappone, se non altro perché non esisteva una nave capace di stoccare a bordo un quantitativo di provviste sufficienti al compimento del viaggio, che avrebbe richiesto, in condizioni ottimali, più di quattro mesi. I calcoli di Colombo erano sbagliati, mentre quelli dei suoi avversari erano sostanzialmente corretti: Colombo stimava in appena 4400 km la distanza dalle isole Canarie alla costa asiatica, un valore cinque volte più piccolo di quello reale. La grande fortuna di Colombo fu che il suo viaggio venne molto ridotto, perché sulla strada per le Indie trovò le Americhe, altrimenti la sua spedizione sarebbe perita in mezzo all'oceano o tornata indietro.
La forte opposizione incontrata da Colombo derivava dal fatto che la traversata oceanica era considerata troppo lunga per essere fattibile, e non già perché Colombo fosse il solo a sostenere che la Terra fosse sferica. Infatti, la consapevolezza della sfericità della Terra era opinione comune della gente colta del basso Medioevo: le osservazioni degli astronomi e matematici ellenistici, risalenti all'antichità, erano state riprese e perfezionate tanto dagli scienziati musulmani, che avevano tradotto e studiato quei testi, quanto dagli studiosi occidentali. Oltretutto, all'epoca in cui Colombo effettuò i suoi calcoli per il compimento del primo viaggio, il procedimento di Eratostene, che fornisce una stima della misura della circonferenza terrestre con un margine di errore minore del 5%, era disponibile e sarebbe potuto essere ripetuto.
Colombo stesso non si rese conto di essere su un continente diverso da quello che si aspettava: in seguito, come annotò sui suoi diari, battezzò le terre scoperte nuevo mundo, e nel suo ultimo viaggio riconobbe le coste di ciò che lui definì "il continente"; questa è la versione ufficiale, riportata dalla maggior parte dei libri di storia. Ci si potrebbe domandare a questo punto perché Colombo chiamò questa terra "nuevo mundo" se era convinto di essere giunto in Catai o Cipango.
La leggenda che la Terra fosse considerata piatta deriva da un romanzo del 1828, La vita e i viaggi di Cristoforo Colombo di Washington Irving, che, in odio alla Chiesa cattolica, descriveva la falsa immagine di un Colombo unico sostenitore della teoria di una Terra rotonda contro la pretesa ignoranza medioevale imposta dal cattolicesimo. In realtà, come si è scritto in precedenza, l'appoggio ecclesiastico a Colombo fu determinante nel vincere proprio le resistenze dei suoi avversari all'organizzazione e al finanziamento del primo viaggio.

## Primo viaggio

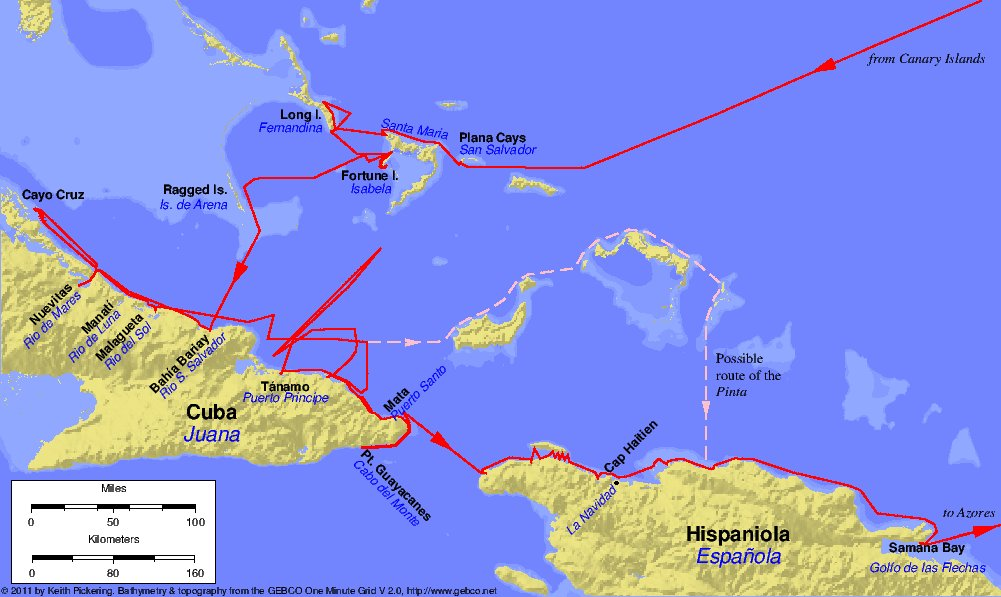
Dettaglio del primo viaggio

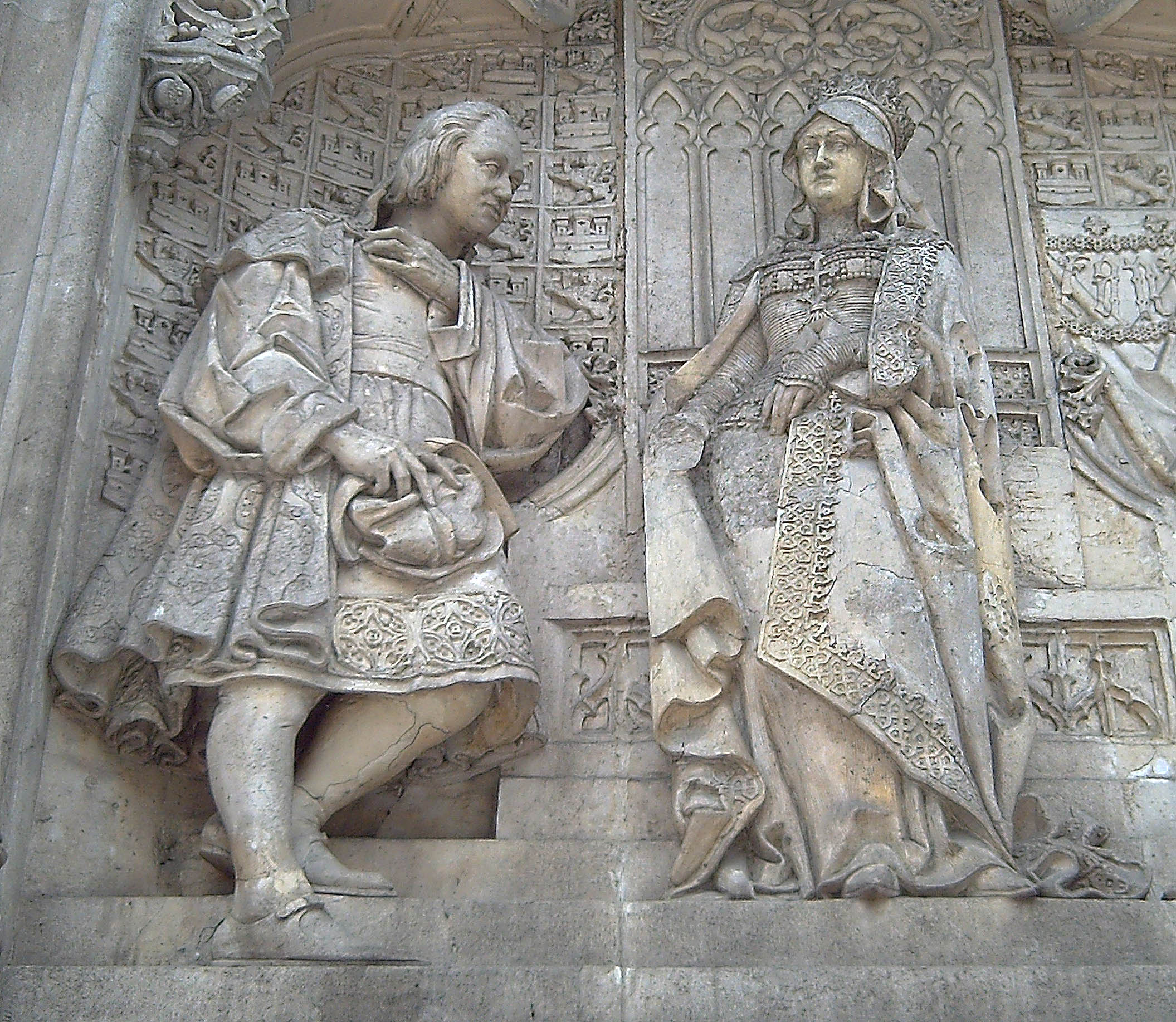
Incontro fra Colombo e la regina Isabella di castiglia

Prima di salpare furono imbarcati viveri per un anno e mercanzia da scambiare con eventuali indigeni. Colombo volle Luis de Torres come interprete, e Diego de Arana come ufficiale di polizia della flotta. La partenza avvenne alle sei del mattino del 3 agosto 1492 da Palos de la Frontera. Il diario di bordo andò perduto e le uniche informazioni ci provengono indirettamente dai testi di Las Casas. La flotta procedette verso le Isole Canarie. Il 6 agosto 1492 si ruppe il timone della Pinta e si credette ad un'opera di sabotaggio. Pinzòn lo riparò, ma il giorno seguente un altro incidente costrinse le navi a trovare riparo per le riparazioni. Della Pinta si era persa traccia e si stava pensando ad un'altra nave in sostituzione, ma l'idea non venne attuata. La flotta fece dunque scalo di circa un mese a La Gomera, isola governata da Beatriz de Bobadilla, signora di La Gomera (nipote di Beatriz de Bobadilla, marchesa di Moya), per rifornimenti e modifiche alla velatura.
Le due navi ripresero il largo il 6 settembre 1492, dal porto di San Sebastián. Spinte dagli alisei, dal 9 settembre 1492, le caravelle navigarono per un mese senza che i marinai riuscissero a scorgere alcuna terra.
Durante quei giorni Colombo stesso osservò con stupore che le bussole indicavano il polo magnetico distaccandosi sempre di più dal nord geografico, allontanando le navi dalla corretta via, ma riuscì a superare tale ostacolo. In quei giorni, dopo aver superato le onde lunghe dell'Atlantico, Colombo conferì attraverso una misteriosa carta con Martin Pinzón.
Gli uomini dell'equipaggio avevano iniziato a preoccuparsi già pochi giorni dopo la partenza, temendo che il soffiare incessante dei venti verso ovest avrebbe reso impossibile il ritorno. Il 16 settembre 1492 le caravelle entrarono nel Mar dei Sargassi, e Colombo approfittò dell'evidenza di alghe affioranti sul pelo dell'acqua, un fenomeno caratteristico di questo mare, per sostenere che tali vegetali erano sicuramente indizi dell'esistenza di terre vicine, e quindi tranquillizzare temporaneamente i suoi uomini. Col trascorrere dei giorni la tensione a bordo delle caravelle cresceva. Il 7 ottobre 1492 dalla Niña ci fu un falso allarme: un marinaio affermò di aver visto terra in lontananza, come qualche giorno prima aveva fatto Martin Pinzón; in entrambi i casi si trattava di miraggi.
Colombo decise di virare verso sud-ovest, avendo visto alcuni uccelli dirigersi in quella direzione. Il 10 ottobre 1492 i marinai, che stanchi del lungo viaggio volevano tornare indietro, si lamentarono con il comandante, che riuscì a calmarli e forse ottenne, come si racconta, un accordo: se entro tre o quattro giorni le vedette non avessero scorto alcuna terra, le caravelle sarebbero tornate indietro, o si sarebbe deciso diversamente.
L'11 ottobre 1492, giovedì, ci furono diversi segnali positivi: passarono accanto alle caravelle in mare diversi oggetti fra cui un giunco, un bastone, un ramoscello con un fiore fresco. Soltanto la vicinanza di una terra emersa poteva giustificare questi ritrovamenti.
La notte dell'11 ottobre 1492, come poi riportò sul diario di bordo, Colombo si disse convinto d'avere intravisto nel buio, in lontananza, una luce, «come una piccola candela che si levava e si agitava» ("como una candelilla que se levava y se adelantaba"). Finalmente, alle due di notte del 12 ottobre 1492, venerdì, Rodrigo de Triana, a bordo della Pinta, avvistò la terra, ma il premio in denaro promesso al primo che avvistava la terra andò a Colombo. Colombo decise di attendere il giorno; in questo modo le caravelle riuscirono a trovare un varco nella barriera corallina e a gettare l'ancora senza incidenti. All'alba si avvicinarono all'isola, ma trovarono un luogo adatto dove sbarcare solo verso mezzogiorno dello stesso 12 ottobre. Colombo sbarcò su un'isola, nella baia di Fernandez; con lui i due Pinzon, ufficiali, funzionari, Rodrigo de Segovia e il notaio Rodrigo de Escobedo, il cui documento da lui redatto nell'occasione venne firmato da tutti i testimoni, a prova della presa di possesso di quel luogo battezzato per l'occasione San Salvador, chiamata dagli indigeni Guanahani.

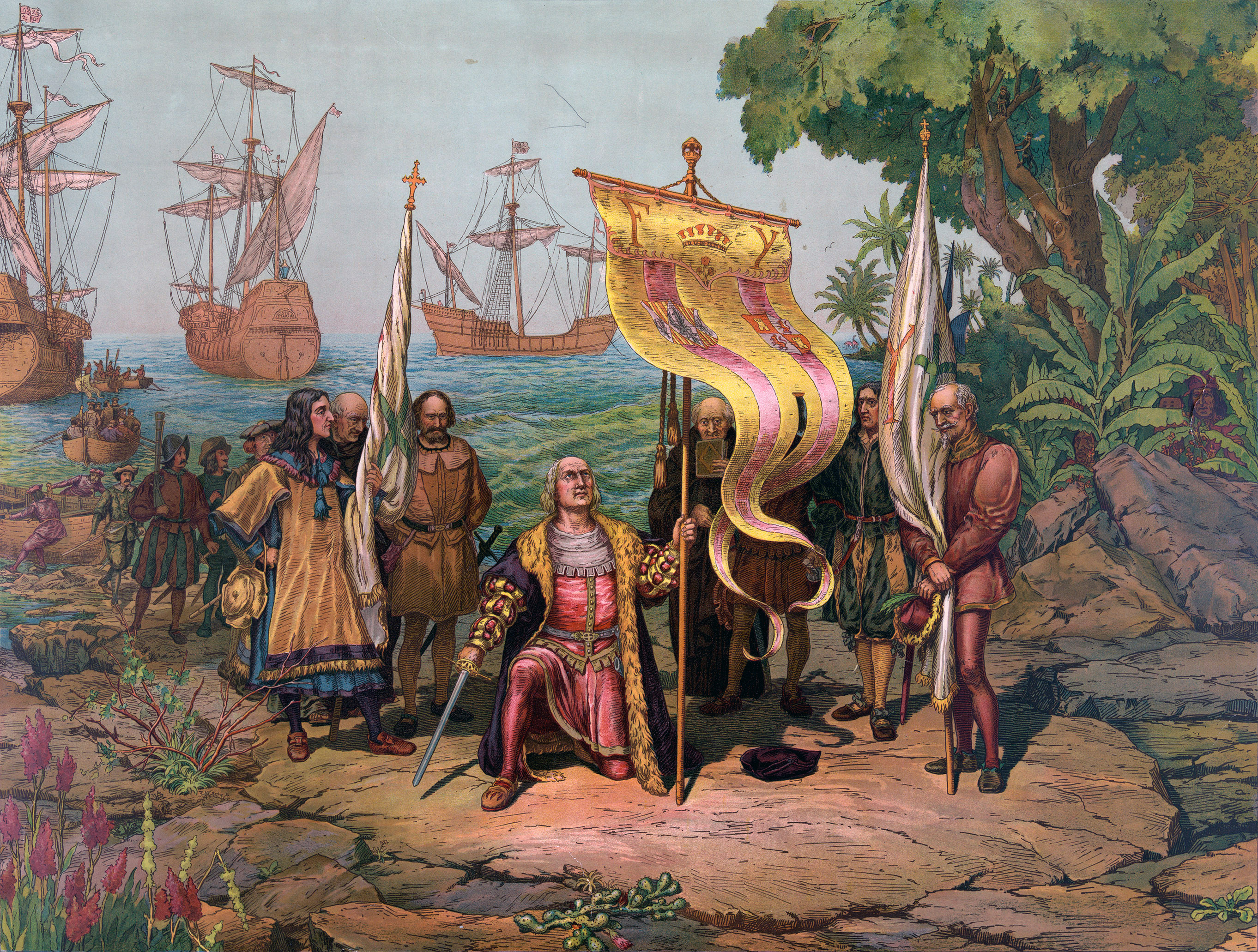
Colombo sbarcato nel Nuovo Mondo

Colombo e la sua ciurma furono accolti con grande cortesia e condiscendenza dai Taino, i nativi di etnia Arawak, abitanti dell'isola. Egli stesso, nella sua relazione, sottolinea più volte la gentilezza e lo spirito pacifico dei suoi ospiti:
(Cristoforo Colombo, prima relazione sul viaggio nel Nuovo Mondo, 14 marzo 1493)
L'esplorazione dell'isola non diede i risultati sperati, in quanto Colombo non trovò le ricchezze descritte da Marco Polo. Ripreso il mare, con sei indigeni che svolsero attività di interpreti e di guide, la sua spedizione esplorò prima alcune isole prive di fiumi (fra cui Santa María de la Concepción e Fernandina, scoperte rispettivamente il 15 ed il 17 ottobre e battezzate sempre da Colombo), poi la costa nord-orientale di Cuba, che Colombo pensò fosse dapprima il Cipango e poi il Catai.
La sera del 27 ottobre 1492 le caravelle di Colombo arrivano alla fonda della baia di Bariay a Cuba, nell'attuale provincia di Holguín. Il giorno successivo inviò il suo ammiraglio ad esplorare la terraferma. Nel diario di bordo di domenica 28 ottobre 1492 troviamo scritto: "Es la isla mas hermosa que ojos humanos hayan visto". Sicuro di trovarsi in Catai, inviò un gruppo di uomini con l'interprete Luiz de Torres e Rodrigo de Xeres come ambasciatori; questi tornarono alcuni giorni dopo, il 5 novembre 1492, dopo aver trovato solo una povera città.

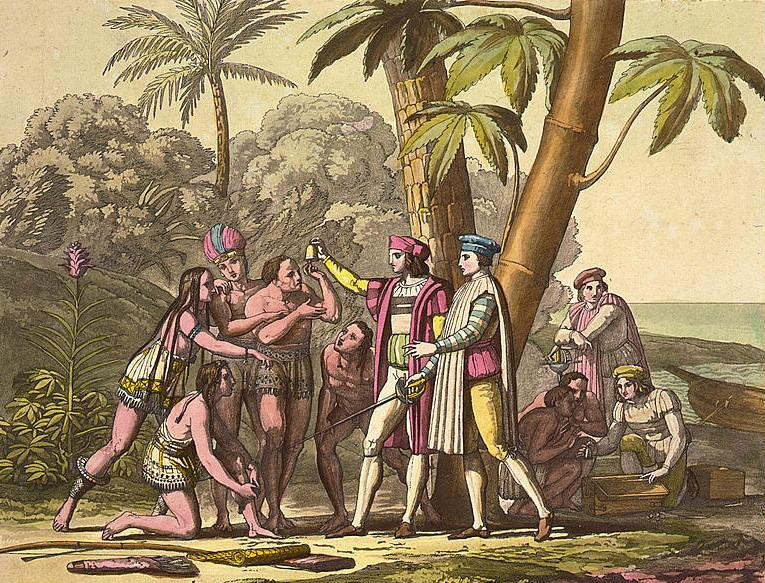
Incontro con gli indigeni, scambi di doni

Cercando l'oro Pinzon ricevette informazioni su una fantomatica isola chiamata Babeque e decise, dopo qualche tentativo con Colombo, di partire da solo con la Pinta; per quasi due mesi scomparve, mentre Colombo giunse nella baia di Tanamo e Baracoa.
Successivamente Colombo esplorò la costa settentrionale di Haiti, raggiunta il 5 dicembre 1492, e la chiamò Hispaniola; approdò la sera del 6 dicembre chiamando il luogo Puerto San Nicola. Di Pinzon non c'era ancora nessuna traccia. Cercò ancora l'oro giungendo in quella che chiamò Bahia de los Mosquitos, altro nome che sopravvisse nei secoli. Si parlò di un'isola a forma di tartaruga che il navigatore chiamò Tortuga. In quei giorni seppe di Cibao, che confuse per Cipango. Superò quindi Capo d'Haiti.
Volendo festeggiare il Natale sbarcando nella terra sognata, Colombo cercò di sfruttare le brezze di terra, con l'ordine a Juan de la Cosa di tenere la barra del timone. Questi, stanco per le peripezie dei giorni precedenti, la lasciò ad un giovane mozzo per poi ritirarsi sottocoperta. Verso la mezzanotte del 25 dicembre 1492, a circa 250 metri di distanza dalla costa, la Santa Maria andò in secco da prua, e l'ammiraglio svegliatosi ordinò di tonneggiare, gettando l'ancora che poi doveva essere trainata da un argano. A tale scopo fu gettata in mare una lancia, su cui salì Juan de la Cosa che decise invece di dirigersi verso la Niña. La caravella dovette essere abbandonata: a nulla servirono gli ultimi sforzi di Colombo.
L'ammiraglio, dovendo abbandonare parte della sua ciurma, 39 persone in tutto, fece erigere un forte, La Navidad, in parte costruito con i relitti della Santa Maria, a poche miglia dal luogo dell'incidente. I lavori vennero organizzati dal carpentiere Alonso Morales, e venne lasciata una lancia come mezzo di trasporto.
Gli indigeni lo avvisarono dell'avvistamento della Pinta il 27 dicembre 1492: a nulla servì il messaggio che cercò di inviargli. Il 4 gennaio 1493 cercò di incontrare l'altra caravella dispersa; il 5 gennaio 1493 sbarcarono in un luogo chiamato dal navigatore Monte Christi; la sera incontrò Martin Pinzon, che si giustificò dicendo di essersi perso nella nebbia. Il marinaio affermò di essere stato senza successo a Babeque, ma di aver fatto scambi proficui con Caonabò.
Prima di intraprendere il viaggio di ritorno decisero di trarre in secco le due caravelle a Capo Samanà per opere di manutenzione. Il 13 gennaio 1493 furono attaccati da una tribù a loro ostile, che Colombo credette fossero i Caribe, armati di arco e frecce. In quegli scontri non ci furono morti ma soltanto feriti, per cui Colombo decise di partire poche ore prima dell'alba del 16 gennaio 1493 da quella che chiamò baia delle Frecce.
Il 6 febbraio 1493 ci fu una discussione circa l'attuale posizione della nave.
Sino al 12 febbraio 1493 la navigazione procedette tranquilla, poi si registrò una forte tempesta che durò tre giorni. Colombo scrisse su alcuni fogli l'accaduto per tramandare ai posteri, li rinchiuse in un barile e li gettò in mare, ma non furono mai ritrovati. Nel suo giornale di bordo Colombo raccontò come lui i suoi uomini fecero voto di recarsi in pellegrinaggio presso tre santuari mariani in cambio della protezione della Vergine: Colombo alla Madonna di Guadalupe, l'equipaggio in una chiesa dedicata alla Madonna, presso il Santuario di Loreto un marinaio estratto a sorte (Pedro de Villa). Nella cupola della basilica di Loreto la visita è stata immaginata dal pittore Cesare Maccari.
La tempesta lo spinse ad attraccare all'arcipelago portoghese delle Azzorre, sull'isola di Santa Maria, dove il governatore locale, Joao de Castanheira inizialmente non credette alle parole del navigatore, sospettando traffici illeciti sulle sue coste. Colombo riuscì a ripartire il 24 febbraio 1493 arrivando a Restelo, nei pressi di Lisbona, il 4 marzo 1493 dello stesso anno. Rui de Pina, storico alla corte di Giovanni II, scrisse del suo arrivo in Portogallo: 

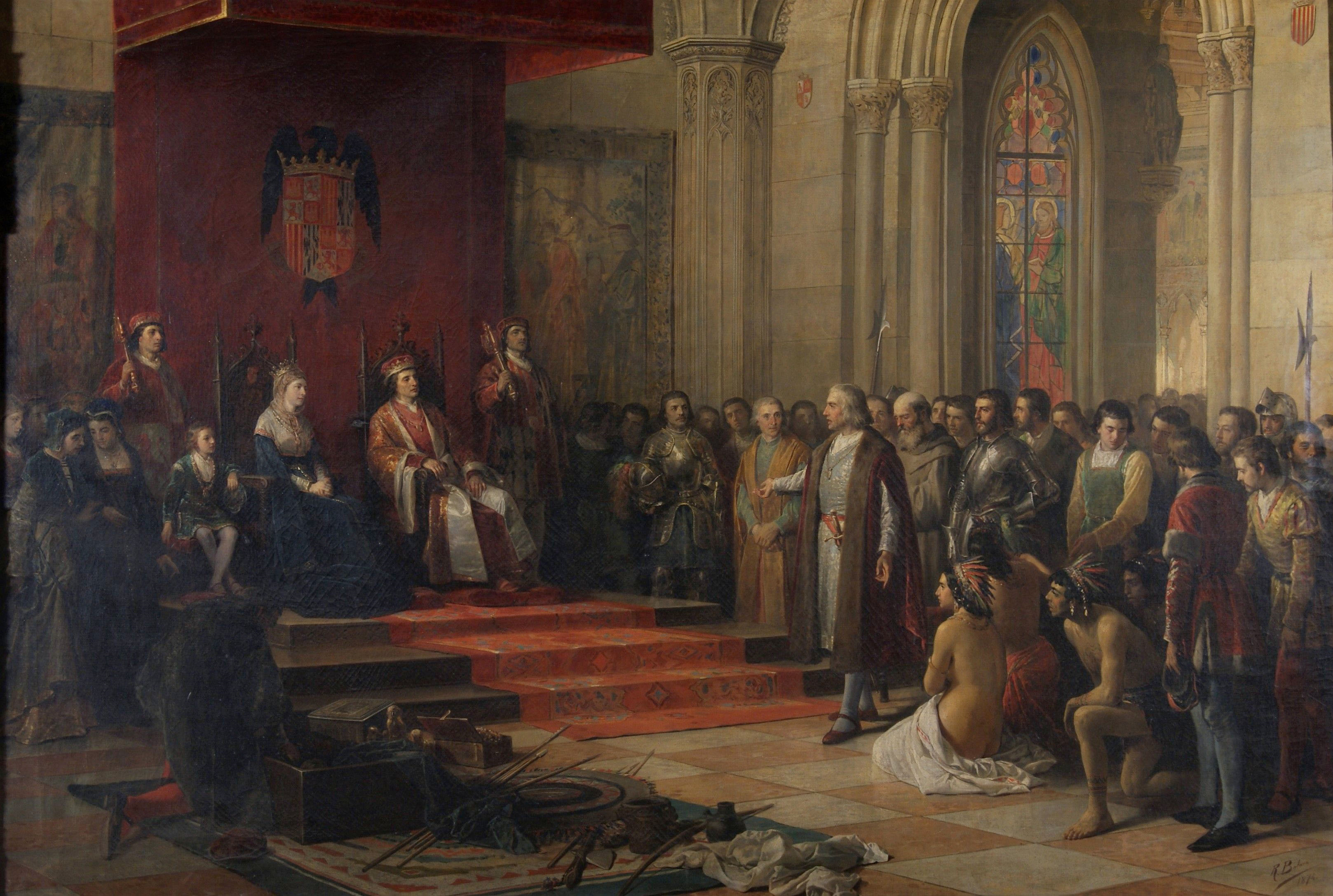
Colombo davanti al re (Ferdinando II) e alla regina (Isabella I) di Spagna al ritorno dal suo primo viaggio

L'8 marzo 1493 Colombo venne invitato dal re alla corte portoghese. Durante il viaggio si fermò l'11 marzo 1493, per ordine della regina Eleonora, per visitarla ed informarla al Convento de Santo António dos Capuchos, vicino Vila Franca de Xira. Dopo essere stato ricevuto dal re Giovanni II a Vale do Paraíso, vicino Azambuja. Martin Pinzon intanto era giunto a Baiona nel golfo di Biscaglia nei primi di marzo; giunto nella sua casa di campagna, morì dopo cinque giorni.
Successivamente, il 15 marzo 1493, dopo aver doppiato il Capo di San Vincenzo, Colombo giunse via mare a Palos. Qui l'ammiraglio, che aveva portato con sé un po' di oro, tabacco e alcuni pappagalli da offrire ai sovrani, quali segni tangibili delle potenzialità delle "isole dell'India oltre il Gange", condusse anche dieci indiani Taino catturati. Così l'ammiraglio annotava nella sua relazione, consegnata al tesoriere del Re il 30 aprile 1493:
(Cristoforo Colombo, ibidem)
Furono giorni di festa nelle città di Siviglia, Cordova, Barcellona, dove giunse il 20 aprile 1493. L'incontro con i reali, durato più di un'ora, fu un susseguirsi di domande. Al termine, entrarono nella cappella di Sant'Anna per celebrare il Te Deum e poi consumarono un pranzo con il rito della salva, solitamente riservata alla stirpe di sangue reale. I sovrani, la regina di Castiglia ed il re di Aragona, che lo sollecitarono ad intraprendere un altro viaggio, credendo che egli fosse stato in Giappone. Uno dei nativi americani morì poco dopo l'arrivo.

## Secondo viaggio

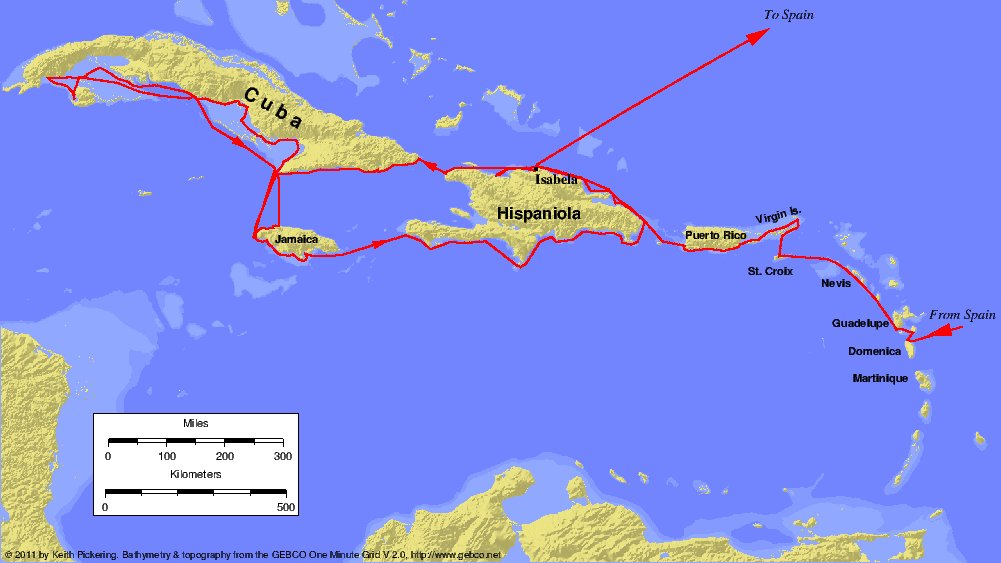
Dettaglio del secondo viaggio

Fra il maggio ed il settembre del 1493 papa Alessandro VI emanò cinque bolle papali per la divisione degli spazi dell'oceano fra Portogallo e Spagna stabilendo inizialmente il limite dei possedimenti portoghesi a 100 leghe oltre le Azzorre; le proteste trovarono in parte riscontro il 26 settembre 1493 nella bolla papale Dudum siquidem, e si giunse infine al trattato di Tordesillas.
Juan de Fonseca, arcidiacono di Siviglia, organizzò la spedizione con l'aiuto di Francisco Pinello e Juan de Sorìa.
L'ammiraglio Colombo salpò per il suo secondo viaggio da Cadice il 25 settembre 1493 con 17 navi, fra cui la Niña ora denominata Santa Clara, con un equipaggio di circa 1200 uomini, tra i quali vi erano il figlio Diego, il fratello Giacomo e il padre di Las Casas. I documenti relativi al viaggio provengono dalle memorie di Diego Alvarez Chanca e di Michele da Cuneo. Il diario di bordo andò perduto. Colombo salì al comando della nuova nave ammiraglia, la Santa Maria, denominata in seguito Mariagalante.
In sette giorni giunse alle isole Canarie. Approdarono a Gomera come nel primo viaggio e ne ripartirono il 13 ottobre 1493. La rotta scelta da Colombo era più a sud rispetto al primo viaggio. Dopo 21 giorni di viaggio, il 3 novembre 1493 la flotta raggiunse Dominica, chiamata in tal modo perché la raggiunse una domenica. Veleggiò tra le piccole e le grandi Antille; contò 46 isole compresa Santa Cruz, dove morì uno dei suoi uomini, il primo caduto nei viaggi.
Il 19 novembre 1493 arrivarono a Porto Rico ed il 23 giunsero nella baia di Samanà. Colombo tornò a Hispaniola, dove scoprì che gli uomini dell'equipaggio che aveva lasciato erano stati uccisi.
Dopo aver fondato un nuovo avamposto, La Isabela, sorta sulle rive del fiume Rio Bahonito, nei primi giorni dell'anno 1494, il 5 gennaio 1494, organizzò una spedizione guidata da Alonso de Ojeda al comando di una ventina di uomini. Colombo scrisse ai reali di Spagna promettendo a breve molto oro. Le condizioni del luogo e il cibo per loro indigesto fecero ammalare centinaia di uomini entro la fine del mese. L'ammiraglio preoccupato fece partire Antonio de Torres con dodici navi verso la Spagna, cariche di pochissimo oro; partì il 2 febbraio 1494, con la richiesta di ritornare con poche navi, cariche di medicine e viveri freschi.
Colombo trascorse alcuni mesi nell'esplorazione dell'entroterra alla ricerca di oro, e creò un nuovo forte, San Tomàs.
Dopo aver raccolto oro per circa duemila castellani, gli indigeni fuggirono venendo a sapere dell'imminente arrivo di Canabò, e decise quindi di partire dopo aver nominato un consiglio di reggenza dell'isola. Il 24 aprile 1494 lasciò l'isola. Il 30 aprile giunse a Cuba ove raggiunse Puerto Grande, in seguito la baia di Guantánamo, poi il 3 maggio 1494 Cabo de Cruz, e pochi giorni dopo arrivò in Giamaica. Continuò a navigare fra centinaia di isole; in quelle acque la Niña rimase in secca per diverso tempo nel fango.
Colombo si chiedeva se fossero isole o parte di un continente, ma gli indigeni pensavano che tutto il mondo fosse composto da piccole isole. Alla fine l'ammiraglio si convinse che Cuba fosse parte di un continente. Il 12 giugno 1494 si trovò di fronte all'isola di San Giovanni evangelista, a 100 miglia dalla fine dell'isola. Colombo fece firmare ad ognuno dei componenti delle caravelle un giuramento con il quale si affermava che si era giunti nelle Indie, nel continente.
Colombo si ammalò quando tornò a Isabela il 29 settembre 1494. Intanto era giunto con tre caravelle suo fratello Bartolomeo, giusto in tempo per essere nominato dal fratello, incapace al momento, adelantado della colonia, ovvero delegò ogni potere a lui. Gli spagnoli non furono contenti di tale gesto: Margarit, con padre Buyl al seguito, decise di ammutinarsi e prendere le tre caravelle di Bartolomeo per tornare in Europa, e molti li seguirono. Nel 1495 tornò de Torres con le navi e i viveri promessi. Iniziarono anche delle battaglie con gli indigeni, che videro alla fine la vittoria spagnola. Colombo inviò in Europa 500 schiavi con de Torres. Colombo impose una tassa ai nativi, che non poterono pagare, scegliendo di rifugiarsi sui monti.
Nell'ottobre del 1495 giunse Juan Aguardo, maggiordomo di corte, inviato dai reali spagnoli. Il suo compito consisteva nell'osservare ed informarsi, registrando le testimonianze dei coloni. Colombo decise quindi di ritornare in Europa, ma prima della partenza un violento uragano si abbatté su Isabela, distruggendo tutte le caravelle, tranne la Niña, insufficiente per tornare con tutti gli uomini rimasti. Colombo fece costruire un'altra caravella, pronta nel marzo del 1496, a cui venne dato il nome di India. Duecento uomini salirono su quelle navi, a cui si aggiunsero trenta schiavi fra cui Canabò, catturato in precedenza, che morì durante il viaggio. Partirono il 10 marzo del 1496 e giunsero l'11 giugno del 1496 a Cadice.

## Terzo viaggio

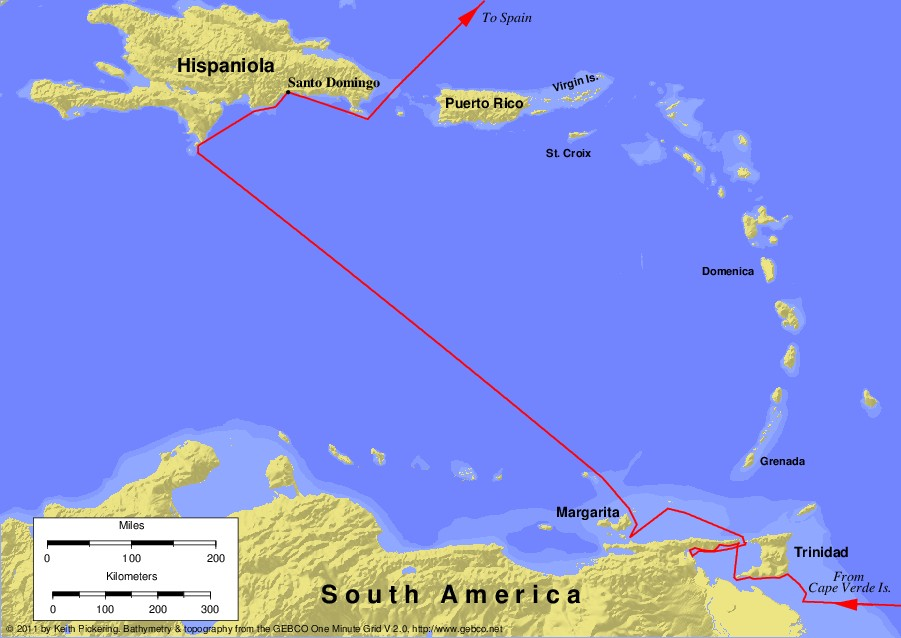
Dettaglio del terzo viaggio

Dopo due anni trascorsi in Castiglia, dove viveva con padre Bernaldez, Colombo diventò amico di padre Gorricho, incontrò a Burgos i re spagnoli e cercò di compensare i sovrani del mancato profitto dell'oro promesso con gli schiavi offerti, argomento assai discusso. In suo aiuto giunse il cartografo Jaume Ferrer de Blanes, preoccupato del destino del possibile continente ancora da scoprire: se fosse stato a sud delle terre sinora scoperte, secondo il trattato di Tordesillas poteva toccare al Portogallo. Quindi, convinti i reali della necessità di una nuova spedizione e a reperire la somma necessaria per il viaggio, Colombo riuscì ad armare sei navi, con un equipaggio di circa 300 marinai.
La flotta, partita il 30 maggio 1498, si diresse verso Gomera, dove le sei navi si divisero: tre proseguirono con Colombo, altre tre lungo le rotte ormai consolidate, verso Dominica. L'ammiraglio proseguì con la flotta ridotta verso le isole di Capo Verde, da cui raggiunse Trinidad il 31 luglio 1498.
Nell'agosto dello stesso anno Colombo esplorò il Golfo di Paria ed il delta dell'Orinoco, nell'attuale Venezuela, non accorgendosi che si trattava di un continente e non di piccole isole. Decise di non sbarcare, ma inviò dei marinai che incontrarono terre ricche di perle. Il golfo era pieno d'acqua dolce per via del fiume; in una nota del 14 agosto del diario, trascritto da Las Casas, si legge che il dubbio che fosse un nuovo continente era affiorato nella mente di Colombo.
Giunse ad Hispaniola l'11 agosto del 1498, ove cercò la nuova città fondata dal fratello Bartolomeo, Santo Domingo. Vi giunse alla fine del mese, e vi trovò un altro fratello, Giacomo.
Francisco Roldán, l'alcade di Isabela, nel 1499, con molti uomini al seguito si ribellò ai tre fratelli. Bartolomeo inutilmente cercò una tregua, così Roldàn e i disertori lasciarono Santo Domingo per Xaraguà.
I sovrani cattolici, avvertiti dai reduci dei disordini sull'isola, e leggendo delle strane pretese avanzate da Colombo nella sua missiva, inviarono nel 1500 Francisco de Bobadilla, in risposta in parte alle sue richieste, per far luce sull'accaduto. Questi appena giunto vide il cadavere di due spagnoli. Intanto Adrian de Muxica, uno dei secondi di Roldàn, venne ucciso.
Bobadilla, resosi conto della situazione, arrestò prima Diego, l'unico rimasto in città, poi Colombo e Bartolomeo, e li ricondusse in patria nel mese di ottobre 1500, sulla Gorda, una caravella. Giunsero nello stesso mese a Cadice. All'arrivo, Colombo ancora incatenato consegnò una lettera ad un ufficiale che doveva consegnare a Donna Juana, sorella di Antonio de Torres, confidente della regina. Saputo delle condizioni dell'ammiraglio, i reali si adirarono con Bobadilla: Colombo venne liberato, ma dovette rinunciare al titolo di viceré.

## Quarto viaggio

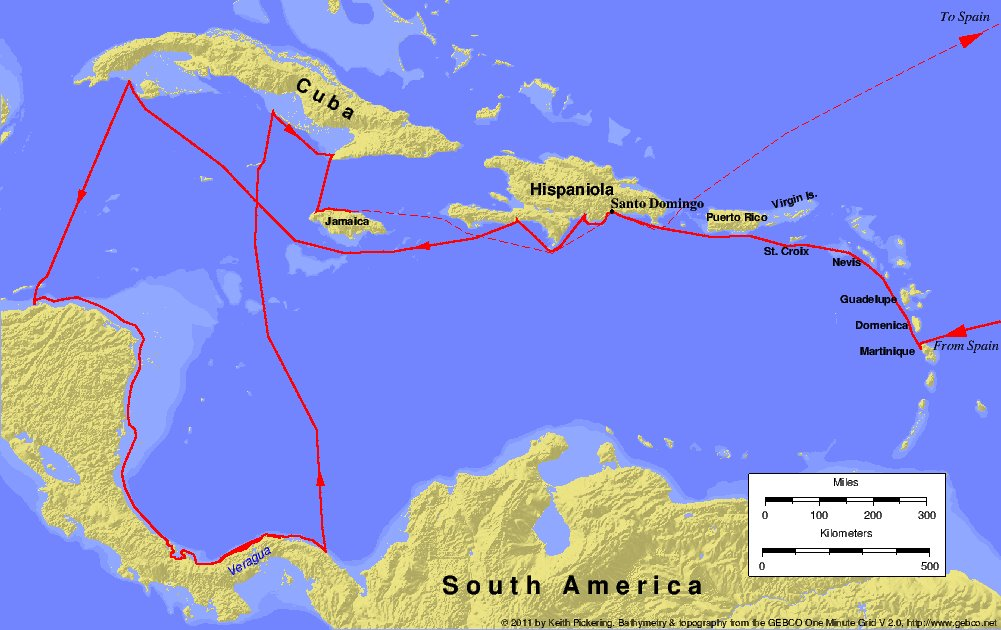
Dettaglio del quarto viaggio

L'incontro con i reali avvenne nel dicembre del 1500 a Granada. In quell'occasione ci furono altre esplorazioni, la scoperta del Rio delle Amazzoni da parte di Peralonso Niño e i viaggi di Alonso de Hojeda, ma nessuno si era spinto oltre quella che poi divenne Cuba. Il 3 settembre del 1501 i reali esternarono il loro pensiero: fu tolta la carica di viceré a Colombo; governatore e giudice supremo delle isole e della terraferma delle Indie fu proclamato Nicolás de Ovando, mentre a Colombo fu concesso di riprendere i beni persi nell'ultimo viaggio, per recuperare i quali inviò un uomo di sua fiducia, Alfonso de Carvajal.
L'ammiraglio organizzò un altro viaggio e, su insistenti richieste, il 14 marzo 1502 i reali accettarono la proposta, ma in cambio egli non avrebbe portato altri schiavi e non avrebbe dovuto fare scalo a Hispaniola, almeno all'andata. Intanto Ovando partì per Hispaniola con 32 navi e 2.500 uomini.
Colombo intraprese un quarto viaggio, accompagnato dal fratello Bartolomeo e dal figlio tredicenne Fernando. Conosciamo il nome di tre delle quattro navi concesse: Santiago, Gallega, pilotata da Pedro de Terreros, e Vizcaina, comandata da Bartolomeo Fieschi, salparono da Cadice il 9 maggio 1502.
Il pilota era Juan Sanchez, posto sotto gli ordini di Diego Tristán. Colombo era invecchiato tanto da non poter prenderne il comando. Evitarono Gomera e si rifornirono nell'isola di Gran Canaria il 20 maggio 1502. Ripresa la traversata, impiegarono 20 giorni per giungere a Martinica. Dopo una sosta di qualche giorno si diresse verso Hispaniola, città che gli era stato vietato raggiungere. Colombo aveva previsto il sopraggiungere di un uragano, e chiese rifugio per le imbarcazioni a Ovando, che rifiutò. L'ammiraglio trovò un altro luogo dove ripararsi. Altre venti navi dirette in Spagna, su cui erano imbarcati de Torres, Francisco de Bobadilla e Francisco Roldan, e circa 500 coloni, affondarono. Le navi di Colombo si salvarono, anche se la notte del 30 agosto 1502 le ancore stavano per essere divelte dal forte vento. Colombo ripartì verso l'America centrale continentale, con l'intenzione di trovare un passaggio per le Indie.
Tra il luglio e l'ottobre di quell'anno Colombo costeggiò l'Honduras, il Nicaragua e la Costa Rica. Fra piogge continue di giorno, in 28 giorni viaggiarono per 170 miglia. Il 5 ottobre 1502 giunse in quello che gli indigeni chiamavano Ciguara, dove secoli dopo sarebbe stato scavato il canale di Panama; saputo che a poche miglia vi era un altro mare, abbandonò l'idea di raggiungerlo. Il 16 ottobre 1502 giunse a Panama, dove si fermò per l'inverno.
Aveva saputo di una regione ricca di oro, Veragua, ma lo sfruttamento era impossibile a causa del clima e della morfologia del terreno. Qui pensò di fondare una colonia, presso il Río Belén, dove iniziò ad erigere una fortezza, che però fu abbandonata a causa dell'abbassamento improvviso del fiume. Gli indigeni locali, ostili e armati con mazze in durissimo legno di palma, in uno scontro uccisero Diego Tristan e alcuni marinai che erano andati con lui in perlustrazione e ne ferirono molti altri, fra cui lo stesso Bartolomeo. Colombo, malato da tempo, decise di abbandonare tutto, Gallega compresa, grazie all'aiuto di Diego Mendez, promosso poi al posto del defunto Tristan. Le perdite furono limitate.
Il 16 aprile 1503 Colombo lasciò quei luoghi, ripartendo per Hispaniola; scoprì le Isole Cayman e le battezzò Las Tortugas, per le numerose tartarughe marine presenti. Durante la navigazione gli scafi risultavano infestati da parassiti, le teredini, comuni nelle acque caraibiche, che indebolirono la struttura delle tre navi rimaste. La prima a cedere fu la Vizcaina, poi abbandonata in un'insenatura. Vi fu una violenta tempesta che danneggiò entrambe le navi rimaste. Il 24 giugno 1503 giunsero a Puerto Bueno, il 25 giugno 1503, nella baia di Santa Gloria. Gli equipaggi furono costretti a sbarcare sulla costa settentrionale della Giamaica. Le navi infatti avevano imbarcato troppa acqua e la spedizione era giunta in Giamaica svuotandole con le pompe ed i secchi di bordo. Poco dopo l'arrivo trascinarono le navi in riva e le puntellarono per creare un riparo e una difesa contro gli indigeni. Si trovavano vicini ad un villaggio, Maima.
Colombo vietò a chiunque di scendere dalle navi e inviò Diego Mendez con tre uomini, ottenendo dagli indigeni permessi per la caccia e la pesca. Nel pensare al modo per far ritorno, l'ammiraglio ebbe l'idea di creare una canoa permettendo a un uomo di giungere a Hispaniola. L'incarico fu affidato a Mendez.
Alla fine le canoe furono due, e l'esempio di Mendez fu seguito da Bartolomeo Fieschi. Con loro salirono diversi indigeni, di cui uno morì per la sete e fu gettato in mare. Dopo tre giorni di navigazione giunsero a Navassa e a settembre del 1503 furono a Santo Domingo. Durante le lunghe trattative, Francisco Porras e Diego Porras, seguiti da 48 uomini si ribellarono a Colombo, tentando la traversata in canoa, ma non ebbero fortuna per cui si arresero.
Gli indigeni stavano per ribellarsi, ma Colombo riuscì poco dopo a prevedere un'eclissi lunare del 29 febbraio e mandò quindi a chiamare gli indigeni, sostenendo che il suo dio era in collera con loro e avrebbe oscurato il cielo. La sera la luna divenne rossa e il giorno dopo gli indigeni spaventati ripresero a fornire cibo ai superstiti.
Nel mese di giugno 1504 giunse Diego de Salcedo con una nave da lui pagata e al seguito una piccola imbarcazione. Il 28 giugno ripartirono per Hispaniola, il 12 settembre alla volta della Spagna, pagando di tasca propria il viaggio di rientro. Colombo arrivò in Spagna il 7 novembre.